# 張蓉芳
张蓉芳（1957年4月15日—），祖籍河南新蔡，生于四川成都，中国女子排球运动员，前中國女排隊主攻手，身高1.74米，以心理素質好，臨場發揮穩定見稱，擅長攔網、扣球，是中国女排80年代五連冠時的選手。

## 主要成绩
- 1984年夏季奧林匹克運動會排球比賽冠军